# Acrolophozia sulcata
Acrolophozia sulcata là một loài Rêu trong họ Gymnomitriaceae. Loài này được Hässel de Menéndez mô tả khoa học đầu tiên năm 1980.